# Alexandre Davitashvili
Alexandre Davitashvili (en georgiano: ალექსანდრე დავითაშვილი, Ajmeta, 1 de julio de 1974) es un deportista georgiano que compitió en judo. Ganó tres medallas de bronce en el Campeonato Europeo de Judo entre los años 1994 y 2001.

## Palmarés internacional
| Campeonato Europeo | Campeonato Europeo  | Campeonato Europeo | Campeonato Europeo |
| Año                | Lugar               | Medalla            | Categoría          |
| ------------------ | ------------------- | ------------------ | ------------------ |
| 1994               | Gdańsk (Polonia)    | Medalla de bronce  | Abierta            |
| 2000               | Breslavia (Polonia) | Medalla de bronce  | Abierta            |
| 2001               | París (Francia)     | Medalla de bronce  | +100 kg            |